# Ирландия на летних Олимпийских играх 2024

## Медали
| Медаль | Спортсмен(ы)                  | Вид спорта            | Дисциплина                 | Дата      |
| ------ | ----------------------------- | --------------------- | -------------------------- | --------- |
| Золото | Дэниел Уиффен                 | Плавание              | 800 метров вольным стилем  | 30 июля   |
| Золото | Финтан Маккарти Пол О’Донован | Академическая гребля  | Двойки парные, лёгкий вес  | 2 августа |
| Золото | Рис Маккленаган               | Спортивная гимнастика | Конь                       | 3 августа |
| Золото | Нельви Тиафак                 | Бокс                  | До 60 кг                   | 6 августа |
| Бронза | Мона Макшерри                 | Плавание              | 100 метров брассом         | 29 июля   |
| Бронза | Дэр Линч Филип Дойл           | Академическая гребля  | Двойки парные              | 1 августа |
| Бронза | Дэниел Уиффен                 | Плавание              | 1500 метров вольным стилем | 4 августа |

| Вид спорта            | 1 | 2 | 3 | Всего |
| Плавание              | 1 | 0 | 2 | 3     |
| Академическая гребля  | 1 | 0 | 1 | 2     |
| Бокс                  | 1 | 0 | 0 | 1     |
| Гимнастика спортивная | 1 | 0 | 0 | 1     |
| Всего                 | 4 | 0 | 3 | 7     |

| Медали по датам | Медали по датам | Медали по датам | Медали по датам | Медали по датам | Медали по датам |
| --------------- | --------------- | --------------- | --------------- | --------------- | --------------- |
| Дата            | 1               | 2               | 3               | Всего           |                 |
| 29 июля         | 0               | 0               | 1               | 1               |                 |
| 30 июля         | 1               | 0               | 0               | 1               |                 |
| 1 августа       | 0               | 0               | 1               | 1               |                 |
| 2 августа       | 1               | 0               | 0               | 1               |                 |
| 3 августа       | 1               | 0               | 0               | 1               |                 |
| 4 августа       | 0               | 0               | 1               | 1               |                 |
| 6 августа       | 1               | 0               | 0               | 1               |                 |
| Всего           | 4               | 0               | 3               | 7               |                 |

| Медали по полу | Медали по полу | Медали по полу | Медали по полу | Медали по полу |
| -------------- | -------------- | -------------- | -------------- | -------------- |
| Пол            | 1              | 2              | 3              | Всего          |
| Мужчины        | 3              | 0              | 2              | 5              |
| Женщины        | 1              | 0              | 1              | 2              |
| Микст          | 0              | 0              | 0              | 3              |
| Всего          | 4              | 0              | 3              | 7              |

| Мультимедалисты | Мультимедалисты | Мультимедалисты | Мультимедалисты | Мультимедалисты | Мультимедалисты | Мультимедалисты |
| --------------- | --------------- | --------------- | --------------- | --------------- | --------------- | --------------- |
| Спортсмен       | Вид спорта      | 1               | 2               | 3               | Всего           |                 |
| Дэниел Уиффен   | Плавание        | 1               | 0               | 1               | 2               |                 |

## Квалификация
| № п/п | Вид спорта                  | Мужчины        | Мужчины                | Женщины        | Женщины                | Всего          | Всего                  |
| № п/п | Вид спорта                  | Завоевано квот | Количество спортсменов | Завоевано квот | Количество спортсменов | Завоевано квот | Количество спортсменов |
| ----- | --------------------------- | -------------- | ---------------------- | -------------- | ---------------------- | -------------- | ---------------------- |
| 1     | Академическая гребля        | 3              | 6                      | 4              | 10                     | 7              | 16                     |
| 2     | Бадминтон                   | 1              | 1                      | 1              | 1                      | 2              | 2                      |
| 3     | Бокс                        | 4              | 4                      | 6              | 6                      | 10             | 10                     |
| 4     | Велоспорт                   | 3              | 2                      | 4              | 5                      | 7              | 7                      |
| 5     | Спортивная гимнастика       | 1              | 1                      |                |                        | 1              | 1                      |
| 6     | Гольф                       | 2              | 2                      | 2              | 2                      | 4              | 4                      |
| 7     | Гребля на байдарках и каноэ | 4              | 2                      | 3              | 2                      | 7              | 4                      |
| 8     | Конный спорт                |                | 4                      |                | 4                      | 9              | 8                      |
| 9     | Лёгкая атлетика             | 6              | 8                      | 12             | 13                     | 19             | 21                     |
| 10    | Парусный спорт              | 2              | 3                      | 1              | 1                      | 3              | 4                      |
| 11    | Плавание                    | 6              | 6                      | 9              | 6                      | 15             | 12                     |
| 12    | Прыжки в воду               | 1              | 1                      | 1              | 1                      | 2              | 2                      |
| 13    | Регби-7                     | 1              | 14                     | 1              | 12                     | 2              | 26                     |
| 14    | Тхэквондо                   | 1              | 1                      |                |                        | 1              | 1                      |
| 15    | Хоккей на траве             | 1              | 17                     |                |                        | 1              | 17                     |
|       | ИТОГО                       | 36             | 72                     | 44             | 63                     | 90             | 135                    |

## Состав команды
Академическая гребля
1. Росс Корриган[англ.]
2. Натан Тимони[англ.]
3. Дэр Линч[англ.]
4. Филип Дойл[англ.]
5. Финтан Маккарти
6. Пол О’Донован
7. Эфрик Киог[англ.]
8. Фиона Мурта[англ.]
9. Зои Хайд[англ.]
10. Алисон Бергин[англ.]
11. Ифе Кейси[англ.]
12. Маргарет Кремен[англ.]
13. Эмили Хегарти[англ.]
14. Эймар Ламб[англ.]
15. Натали Лонг[англ.]
16. Имоджен Магнер[англ.]

 Бадминтон
1. Нэт Нгуен[англ.]
2. Рэйчел Дарраг[англ.]

 Бокс
1. Джуд Галлахер[англ.]
2. Дин Клэнси[англ.]
3. Эйдан Уолш
4. Джек Марли[англ.]
5. Дайна Мурхаус[англ.]
6. Дженнифер Лихейн[англ.]
7. Микаэла Уолш
8. Келли Харрингтон
9. Грейн Уолш[англ.]
10. Ифе Мари О’Рурк

Велоспорт
 Шоссейный велоспорт
1. Бен Хили[англ.]
2. Райан Маллен
3. Меган Армитаж[англ.]

 Трековый велоспорт
1. Лара Гиллеспи[англ.]
2. Миа Гриффин[англ.]
3. Келли Мёрфи[англ.]
4. Алиса Шарп[англ.]

Гимнастика
 Спортивная гимнастика
1. Рис Маккленаган

 Гольф
1. Рори Макилрой
2. Шейн Лоури[англ.]
3. Леона Магуайр[англ.]
4. Стефани Мидоу[англ.]

Гребля на байдарках и каноэ
 Гребной слалом
1. Лиам Йегу[англ.]
2. Ноэль Хендрик[англ.]
3. Мэдисон Коркоран[англ.]
4. Микаэла Коркоран[англ.]

 Конный спорт
1. Остин О’Коннор[англ.]
2. Киан О’Коннор[англ.]
3. Шейн Суитнем[англ.]
4. Даниэль Койл[англ.]
5. Эбигейл Лайл[англ.]
6. Сюзанна Берри[англ.]
7. Сара Эннис[англ.]
8. Ифе Кларк[англ.]

 Лёгкая атлетика
1. Марк Инглиш
2. Эндрю Коскоран[англ.]
3. Катал Дойл[англ.]
4. Люк Макканн[англ.]
5. Брайн Фэй[англ.]
6. Томас Барр[англ.]
7. Кристофер О’Доннелл[англ.]
8. Эрик Фейворс[англ.]
9. Расидат Аделеке[англ.]
10. Шарлин Модсли[англ.]
11. Софи Бекер[англ.]
12. Кира Магиан
13. Софи О’Салливан[англ.]
14. Сара Хили[англ.]
15. Джоди Макканн[англ.]
16. Сара Лавин[англ.]
17. Фионнуала Маккормак[англ.]
18. Фил Хили[англ.]
19. Келли Макгрори[англ.]
20. Никола Татхилл[англ.]
21. Кейт О’Коннор[англ.]

 Парусный спорт
1. Финн Линч[англ.]
2. Роберт Диксон[англ.]
3. Шон Уоддилов[англ.]
4. Ева Макмахон[англ.]

 Плавание
1. Томас Фэннон[англ.]
2. Шейн Райан
3. Дэниел Уиффен
4. Конор Фергюсон[англ.]
5. Дарра Грин[англ.]
6. Макс Маккаскер[англ.]
7. Даниелла Хилл[англ.]
8. Мона Макшерри
9. Эллен Уолш[англ.]
10. Грейс Дэвисон[англ.]
11. Эрин Риордан[англ.]
12. Виктория Каттерсон[англ.]

 Прыжки в воду
1. Джейк Пассмор[англ.]
2. Сиара Макгинг[англ.]

 Регби-7
1. Джек Келли
2. Эндрю Смит[англ.]
3. Гарри Макналти
4. Марк Роше
5. Зак Уорд[англ.]
6. Чей Маллин[англ.]
7. Джордан Конрой
8. Хьюго Кинэн[англ.]
9. Хьюго Леннокс
10. Терри Кеннеди
11. Гэвин Маллин
12. Ниалл Комерфорд[англ.]
13. Шон Криббин[англ.]
14. Брайан Моллен
15. Кэти Бейкер[англ.]
16. Меган Бёрнс[англ.]
17. Эми-Ли Мёрфи Кроу[англ.]
18. Аланна Фитцпатрик[англ.]
19. Стейси Флуд[англ.]
20. Ева Хиггинс[англ.]
21. Эрин Кинг[англ.]
22. Вики Элмс Кинлан[англ.]
23. Эмили Лэйн[англ.]
24. Эшли Орчард[англ.]
25. Бейбхинн Парсонс[англ.]
26. Люси Рок[англ.]

 Тхэквондо
1. Джек Вулли[англ.]

 Хоккей на траве
1. Дэвид Харти
2. Тим Кросс[англ.]
3. Джон Макки[англ.]
4. Мэттью Нельсон[англ.]
5. Дараг Уолш[англ.]
6. Кайл Маршалл[англ.]
7. Шейн О’Донохью[англ.]
8. Шон Маррей[англ.]
9. Питер Маккиббин[англ.]
10. Джереми Дункан[англ.]
11. Майкл Робсон[англ.]
12. Бенджамин Уолкер[англ.]
13. Питер Браун[англ.]
14. Ли Коул[англ.] ЗЩ
15. Бен Джонсон[англ.]
16. Ник Пейдж[англ.]

## Академическая гребля
Ирландия завоевала шесть квот на участие в соревнованиях по академической гребле на Чемпионате мира по академической гребле 2023 года в Белграде, Сербия и одну квоту на Финальной квалификационной регате 2024 года в Люцерне, Швейцария.
Мужчины
| Спортсмен                     | Дисциплина               | Заезд   | Заезд    | Утеш. заезд | Утеш. заезд | Полуфиналы | Полуфиналы | Финалы  | Финалы |
| Спортсмен                     | Дисциплина               | Время   | Место    | Время       | Место       | Время      | Место      | Время   | Место  |
| ----------------------------- | ------------------------ | ------- | -------- | ----------- | ----------- | ---------- | ---------- | ------- | ------ |
| Росс Корриган Натан Тимони    | Двойки распашные         | 6.32,34 | 3 Q SA/B | —           | —           | 6.32,22    | 3 Q FA     | 6.30,49 | 6      |
| Дэр Линч Филип Дойл           | Двойки парные            | 6.13,24 | 1 Q SA/B | —           | —           | 6.13,14    | 1 Q FA     | 6.15,17 | 3      |
| Финтан Маккарти Пол О’Донован | Двойки парные, легковесы | 6.34,12 | 1 Q SA/B | —           | —           | 6.21,88    | 1 Q FA     | 6.10,99 | 1      |

Женщины
| Спортсмен                                           | Дисциплина               | Заезд   | Заезд    | Утеш. заезд | Утеш. заезд | Полуфиналы | Полуфиналы | Финалы  | Финалы |
| Спортсмен                                           | Дисциплина               | Время   | Место    | Время       | Место       | Время      | Место      | Время   | Место  |
| --------------------------------------------------- | ------------------------ | ------- | -------- | ----------- | ----------- | ---------- | ---------- | ------- | ------ |
| Эфрик Киог Фиона Мурта                              | Двойки распашные         | 7.28,22 | 2 Q SA/B | —           | —           | 7.32,92    | 6 Q FB     | 7.08,88 | 8      |
| Зои Хайд Алисон Бергин                              | Двойки парные            | 6.52,61 | 3 Q SA/B | —           | —           | 6.55,08    | 5 Q FB     | 6.55,62 | 10     |
| Ифе Кейси Маргарет Кремен                           | Двойки парные, легковесы | 7.12,89 | 3 R      | 7.11,31     | 1 Q SA/B    | 6.59,72    | 3 Q FA     | 6.54,57 | 5      |
| Эмили Хегарти Эймар Ламб Натали Лонг Имоджен Магнер | Четвёрки распашные       | 6.51,75 | 3 R      | 6.38,10     | 4 Q FB      | —          | —          | 6.34,74 | 7      |

Легенда: FA=Финал А (медали); FB=Финал В; FC=Финал С; FD=Финал D; FE=Финал E; FF=Финал F; SA/B=Полуфиналы A/B; SC/D=Полуфиналы C/D; SE/F=Полуфиналы E/F; QF=Четвертьфиналы; R=Утешительные заезды

## Бадминтон
Ирландия завоевала две квоты на участие в олимпийском турнире по бадминтону в соответствии с Олимпийским рейтингом BWF.
| Спортсмен     | Категория         | Группы                                          | Группы                           | Группы                               | Группы | Выбывание             | Четвертьфиналы        | Полуфиналы            | Финал / За 3 место    | Финал / За 3 место    |
| Спортсмен     | Категория         | Соперник Счет                                   | Соперник Счет                    | Соперник Счет                        | Место  | Соперник Счет         | Соперник Счет         | Соперник Счет         | Соперник Счет         | Место                 |
| ------------- | ----------------- | ----------------------------------------------- | -------------------------------- | ------------------------------------ | ------ | --------------------- | --------------------- | --------------------- | --------------------- | --------------------- |
| Нэт Нгуен     | Мужчины одиночный | ISRМиша Зильберман В (21–17, 19–21, 21–13)      | NEPПринс Дахаль В (21–7, 21–5)   | DENВиктор Аксельсен П (13–21, 10–21) | 2      | завершил выступление  | завершил выступление  | завершил выступление  | завершил выступление  | завершил выступление  |
| Рэйчел Дарраг | Женщины одиночный | SUIДженжира Штадельманн П (21–13, 22–24, 15–21) | ESPКаролина Марин П (5–21, 5–21) | —                                    | 3      | завершила выступление | завершила выступление | завершила выступление | завершила выступление | завершила выступление |

## Бокс
Ирландия завоевала две мужских и три женских квоты в турнир по боксу на Европейских играх 2023 года в Новы-Тарг, Польша, одну квоту в мужской турнир на Первом мировом квалификационном турнире 2024 года в Бусто-Арсицио, Италия и одну мужскую и три женских квоты на Втором мировом квалификационном турнире 2024 года в Бангкоке, Таиланд.
| Спортсмен        | Категория        | 1 раунд                   | 1/8 финала                     | Четвертьфиналы             | Полуфиналы                | Финал                 | Финал                 |
| Спортсмен        | Категория        | Соперник Результат        | Соперник Результат             | Соперник Результат         | Соперник Результат        | Соперник Результат    | Место                 |
| ---------------- | ---------------- | ------------------------- | ------------------------------ | -------------------------- | ------------------------- | --------------------- | --------------------- |
| Джуд Галлахер    | Мужчины 57 кг    | —                         | PHIКарло Паалам П 0–5          | завершил выступление       | завершил выступление      | завершил выступление  | завершил выступление  |
| Дин Клэнси       | Мужчины 63,5 кг  | JORОбада Аль-Касбех П 2–3 | завершил выступление           | завершил выступление       | завершил выступление      | завершил выступление  | завершил выступление  |
| Эйдан Уолш       | Мужчины 71 кг    | FRAМакан Траоре П 0–4     | завершил выступление           | завершил выступление       | завершил выступление      | завершил выступление  | завершил выступление  |
| Джек Марли       | Мужчины 92 кг    | —                         | Матеуш Березницкий (POL) В 4–0 | Давлат Болтаев (TJK) П 1–4 | завершил выступление      | завершил выступление  | завершил выступление  |
| Дайна Мурхаус    | Женщины до 50 кг | —                         | FRAВасиля Лькадири П 1–4       | завершила выступление      | завершила выступление     | завершила выступление | завершила выступление |
| Дженнифер Лихейн | Женщины до 54 кг | —                         | CHNЧан Юань П 0–5              | завершила выступление      | завершила выступление     | завершила выступление | завершила выступление |
| Микаэла Уолш     | Женщины до 57 кг | —                         | BULСветлана Станева П 0–5      | завершила выступление      | завершила выступление     | завершила выступление | завершила выступление |
| Келли Харрингтон | Женщины до 60 кг | —                         | ITAАлессия Мезиано В 5–0       | COLЭнджи Вальдес В 5–0     | BRAБеатрис Феррейра В 4–1 | CHNЯн Вэньлу В 4–1    | 1                     |
| Грейн Уолш       | Женщины до 66 кг | HUNЛуца Хамори П 1–4      | завершила выступление          | завершила выступление      | завершила выступление     | завершила выступление | завершила выступление |
| Ифе Мари О’Рурк  | Женщины до 75 кг | —                         | POLЭльжбета Вуйцик П 2–3       | завершила выступление      | завершила выступление     | завершила выступление | завершила выступление |

## Велоспорт

### Шоссейные велогонки
Ирландия получила по рейтингу UCI два места в мужской и одно место в женской групповых гонках на шоссе, а также одно место в мужской индивидуальной гонке с раздельным стартом.
Мужчины
| Спортсмен    | Дисциплина                 | Время    | Место |
| ------------ | -------------------------- | -------- | ----- |
| Бен Хили     | Групповая гонка            | 6:20.54  | 10    |
| Райан Маллен | Групповая гонка            | 6:36.31  | 60    |
| Райан Маллен | Гонка с раздельным стартом | 37.57,16 | 12    |

Женщины
| Спортсмен     | Дисциплина      | Время   | Место |
| ------------- | --------------- | ------- | ----- |
| Меган Армитаж | Групповая гонка | 4:06.58 | 35    |

### Велотрек
Ирландия завоевала в соответствии с олимпийским рейтингом UCI право выставить команду из четырех человек в женских дисциплинах преследования.
Командное преследование
| Спортсмен                                        | Дисциплина | Квалификация | Квалификация | Полуфиналы            | Полуфиналы            | Финал                 | Финал                 |
| Спортсмен                                        | Дисциплина | Время        | Место        | Соперник Результат    | Соперник Результат    | Место                 |                       |
| ------------------------------------------------ | ---------- | ------------ | ------------ | --------------------- | --------------------- | --------------------- | --------------------- |
| Лара Гиллеспи Миа Гриффин Келли Мёрфи Алиса Шарп | Женщины    | 4.12,447 NR  | 9            | завершили выступление | завершили выступление | завершили выступление | завершили выступление |

Омниум
| Спортсмен     | Дисциплина | Скрэтч | Скрэтч | Темповая гонка | Темповая гонка | Гонка с выбыванием | Гонка с выбыванием | Гонка по очкам | Гонка по очкам | Всего | Всего |
| Спортсмен     | Дисциплина | Очки   | Место  | Очки           | Место          | Очки               | Место              | Очки           | Место          | Очки  | Место |
| ------------- | ---------- | ------ | ------ | -------------- | -------------- | ------------------ | ------------------ | -------------- | -------------- | ----- | ----- |
| Лара Гиллеспи | Женщины    | 12     | 15     | 40             | 1              | 24                 | 9                  | 23             | 10             | 99    | 10    |

Мэдисон
| Спортсмены               | Дисциплина | Очки | Круги | Место |
| ------------------------ | ---------- | ---- | ----- | ----- |
| Алиса Шарп Лара Гиллеспи | Женщины    | 3    | 0     | 11    |

## Гимнастика спортивная
Ирландия завоевала  на Чемпионате мира по спортивной гимнастике 2023 года в Антверпене, Бельгия одно индивидуальное место в мужском многоборье.

### Мужчины
| Спортсмен       | Дисциплина | Квалификация | Квалификация | Квалификация | Квалификация | Квалификация | Квалификация | Квалификация | Квалификация | Финал   | Финал   | Финал   | Финал   | Финал   | Финал   | Финал  | Финал |
| Спортсмен       | Дисциплина | Снаряды      | Снаряды      | Снаряды      | Снаряды      | Снаряды      | Снаряды      | Всего        | Место        | Снаряды | Снаряды | Снаряды | Снаряды | Снаряды | Снаряды | Всего  | Место |
| Спортсмен       | Дисциплина | В            | КН           | КО           | ОП           | ПБ           | П            | Всего        | Место        | В       | КН      | КО      | ОП      | ПБ      | П       | Всего  | Место |
| --------------- | ---------- | ------------ | ------------ | ------------ | ------------ | ------------ | ------------ | ------------ | ------------ | ------- | ------- | ------- | ------- | ------- | ------- | ------ | ----- |
| Рис Маккленаган | Конь       | —            | 15,200       | —            | —            | —            | —            | —            | 1 Q          | —       | 15,533  | —       | —       | —       | —       | 15,533 | 1     |

## Гольф
Германия получила по два места в мужские и женские соревнования по гольфу в соответствии с рейтингом IGF.
| Сопртсмен     | Категория | Раунд 1 | Раунд 2 | Раунд 3 | Раунд 4 | Итого | Итого | Итого |
| Сопртсмен     | Категория | Счет    | Счет    | Счет    | Счет    | Счет  | К пар | Место |
| ------------- | --------- | ------- | ------- | ------- | ------- | ----- | ----- | ----- |
| Рори Макилрой | Мужчины   | 68      | 69      | 66      | 66      | 269   | −15   | =5    |
| Шейн Лоури    | Мужчины   | 71      | 71      | 66      | 71      | 279   | −5    | =26   |
| Леона Магуайр | Женщины   | 78      | 79      | 83      | 71      | 311   | +23   | 59    |
| Стефани Мидоу | Женщины   | 78      | 74      | 72      | 70      | 294   | +6    | 39    |

## Гребля на байдарках и каноэ

### Гребной слалом
Ирландия завоевала по результатам Чемпионата мира по гребному слалому 2023 года в Лондоне, Великобритания право выставить по одной лодке в мужских соревнованиях на байдарках и каноэ, и одно место в женских соревнованиях на байдарках на Европейских играх 2023 года в Кракове, Польша. одно место в женских соревнованиях на каноэ Ирландия получила в результате перераспределения квот. Квалифицировав напрямую двух участников в мужские и одну в женские соревнования, Ирландия также автоматически получила право на три соответствующие квоты в кроссе на байдарках.
| Спортсмен        | Дисциплина                | Заезды    | Заезды | Заезды    | Заезды | Заезды       | Заезды | Полуфинал             | Полуфинал             | Финал                 | Финал                 |
| Спортсмен        | Дисциплина                | 1 попытка | Место  | 2 попытка | Место  | Лучшее время | Место  | Время                 | Место                 | Время                 | Место                 |
| ---------------- | ------------------------- | --------- | ------ | --------- | ------ | ------------ | ------ | --------------------- | --------------------- | --------------------- | --------------------- |
| Ноэль Хендрик    | Мужчины байдарка-одиночка | 98,64     | 18     | 90,68     | 12     | 90,68        | 19     | 102,46                | 15                    | завершил выступление  | завершил выступление  |
| Лиам Йегу        | Мужчины каноэ-одиночка    | 102,67    | 17     | 99,93     | 12     | 99,93        | 16     | 96,52                 | 6                     | 98,52                 | 7                     |
| Мэдисон Коркоран | Женщины байдарка-одиночка | 159,52    | 25     | 115,93    | 23     | 115,93       | 24     | завершила выступление | завершила выступление | завершила выступление | завершила выступление |
| Микаэла Коркоран | Женщины каноэ-одиночка    | 129,55    | 21     | 168,05    | 21     | 129,55       | 21     | завершила выступление | завершила выступление | завершила выступление | завершила выступление |

Кросс на байдарках
| Спортсмен        | Категория | Квалиф. время | Место | 1 круг | Утеш. заезды | 2 круг | Четвертьфиналы        | Полуфиналы            | Финал                 | Место |
| ---------------- | --------- | ------------- | ----- | ------ | ------------ | ------ | --------------------- | --------------------- | --------------------- | ----- |
| Лиам Йегу        | Мужчины   | 70,81         | 18    | 4 R    | 1 Q          | 3      | завершил выступление  | завершил выступление  | завершил выступление  | 22    |
| Ноэль Хендрик    | Мужчины   | 69,31         | 14    | 3 R    | 1 Q          | 3      | завершил выступление  | завершил выступление  | завершил выступление  | 21    |
| Мэдисон Коркоран | Женщины   | 83,49         | 35    | 4 R    | 2 Q          | 4      | завершила выступление | завершила выступление | завершила выступление | 32    |

## Конный спорт
Ирландия завоевала максимально возможное количество мест — по команде из трех человек и три места в личных соревнованиях в двух олимпийских дисциплинах конного спорта. Команда по троеборью квалифицировалась через Чемпионат мира по троеборью 2022 года в Италии, команда по конкуру квалифицировались через Чемпионат мира FEI 2022 года в Хернинге, Дания. В выездке Ирландия получила одно место в личные соревнования в соответствии с олимпийским рейтингом FEI.

### Выездка
| Спортсмен    | Лошадь  | Дисциплина    | Гран При | Гран При | Произвольный Гран При | Произвольный Гран При | Сумма                 | Сумма                 |
| Спортсмен    | Лошадь  | Дисциплина    | Баллы    | Место    | Техника               | Артистизм             | Баллы                 | Место                 |
| ------------ | ------- | ------------- | -------- | -------- | --------------------- | --------------------- | --------------------- | --------------------- |
| Эбигейл Лайл | Giraldo | Личный турнир | 60,441   | 37       | завершила выступление | завершила выступление | завершила выступление | завершила выступление |

### Троеборье
| Спортсмен                                         | Лошадь             | Дисциплина       | Выездка | Выездка | Кросс | Кросс  | Кросс | Конкур       | Конкур       | Конкур       | Конкур                | Конкур                | Конкур                | Всего                 | Всего                 |
| Спортсмен                                         | Лошадь             | Дисциплина       | Выездка | Выездка | Кросс | Кросс  | Кросс | Квалификация | Квалификация | Квалификация | Финал                 | Финал                 | Финал                 | Всего                 | Всего                 |
| Спортсмен                                         | Лошадь             | Дисциплина       | Штраф   | Место   | Штраф | Всего  | Место | Штраф        | Всего        | Место        | Штраф                 | Всего                 | Место                 | Штраф                 | Место                 |
| ------------------------------------------------- | ------------------ | ---------------- | ------- | ------- | ----- | ------ | ----- | ------------ | ------------ | ------------ | --------------------- | --------------------- | --------------------- | --------------------- | --------------------- |
| Остин О’Коннор                                    | Colorado Blue      | Личный турнир    | 31,70   | 28      | ―     | 31,70  | 14    | 8,00         | 39,70        | 21           | 0,00                  | 39,70                 | 17                    | 39,70                 | 17                    |
| Сюзанна Берри                                     | Wellfields Lincoln | Личный турнир    | 33,00   | 32      | 15,20 | 48,20  | 36    | 4,00         | 52,20        | 31           | завершила выступление | завершила выступление | завершила выступление | 52,20                 | 31                    |
| Сара Эннис                                        | Action Lady M      | Личный турнир    | 38,00   | 54      | 3,20  | 41,20  | 29    | DSQ          | DSQ          | DSQ          | завершила выступление | завершила выступление | завершила выступление | завершила выступление | завершила выступление |
| Ифе Кларк                                         | on Freelance       | Командный турнир | -       | -       | -     | -      | -     | 4,00         | -            | -            | -                     | -                     | -                     | -                     | -                     |
| Остин О’Коннор Сюзанна Берри Сара Эннис Ифе Кларк | См. выше           | Командный турнир | 102,70  | 11      | 18,40 | 121,10 | 8     | 16,00        | 157,10*      | 9            | ―                     | ―                     | ―                     | 157,10*               | 9                     |

* включая штраф в 20 очков за замену участника

### Конкур
| Спортсмен                               | Лошадь          | Дисциплина       | Квалификация | Квалификация | Квалификация | Финал                | Финал                | Финал                |
| Спортсмен                               | Лошадь          | Дисциплина       | Штраф        | Время        | Место        | Штраф                | Время                | Место                |
| --------------------------------------- | --------------- | ---------------- | ------------ | ------------ | ------------ | -------------------- | -------------------- | -------------------- |
| Киан О’Коннор                           | Maurice         | Личный турнир    | 4            | 75,17        | 33           | завершил выступление | завершил выступление | завершил выступление |
| Шейн Суитнем                            | James Kann Cruz | Личный турнир    | 0            | 73,35        | 2            | 12                   | 82,03                | 22                   |
| Даниэль Койл                            | Legacy          | Личный турнир    | 0            | 73,64        | 3            | Ret                  | Ret                  | Ret                  |
| Киан О’Коннор Шейн Суитнем Даниэль Койл | См. выше        | Командный турнир | 9            | 230,22       | 6            | 14                   | 235,59               | 7                    |

## Легкая атлетика
Ирландские легкоатлеты выполнили нормативы для участия в Играх 2024 года, пройдя прямую квалификацию или по мировому рейтингу, в следующих соревнованиях (максимум по 3 спортсмена в каждом):
Беговые дисциплины
Мужчины
| Спортсмен      | Дисциплина | Забеги    | Забеги | Утеш. забеги | Утеш. забеги | Полуфиналы           | Полуфиналы           | Финал                | Финал                |                      |                      |
| Спортсмен      | Дисциплина | Результат | Место  | Результат    | Место        | Результат            | Место                | Результат            | Место                |                      |                      |
| -------------- | ---------- | --------- | ------ | ------------ | ------------ | -------------------- | -------------------- | -------------------- | -------------------- | -------------------- | -------------------- |
| Марк Инглиш    | 800 м      | 1.45,15   | 2 Q    | —            | —            | 1.45,97              | 6                    | завершил выступление | завершил выступление |                      |                      |
| Эндрю Коскоран | 1500 м     | 3.42,07   | 15 R   | 3.39,45      | 12           | завершил выступление | завершил выступление | завершил выступление | завершил выступление |                      |                      |
| Катал Дойл     | 1500 м     | 3.37,82   | 9 R    | 3.34,92      | 1 Q          | 3.33,15              | 10                   | завершил выступление | завершил выступление | завершил выступление | завершил выступление |
| Люк Макканн    | 1500 м     | 3.35,73   | 8 R    | 3.36,50      | 7            | завершил выступление | завершил выступление | завершил выступление | завершил выступление |                      |                      |
| Брайн Фэй      | 5000 м     | 13.55,35  | 13     | —            | —            | —                    | —                    | завершил выступление | завершил выступление |                      |                      |

Женщины
| Спортсмен                                                        | Дисциплина            | Забеги    | Забеги | Утеш. забеги          | Утеш. забеги          | Полуфиналы            | Полуфиналы            | Финал                 | Финал                 |
| Спортсмен                                                        | Дисциплина            | Результат | Место  | Результат             | Место                 | Результат             | Место                 | Результат             | Место                 |
| ---------------------------------------------------------------- | --------------------- | --------- | ------ | --------------------- | --------------------- | --------------------- | --------------------- | --------------------- | --------------------- |
| Расидат Аделеке                                                  | 400 м                 | 50,09     | 1 Q    | —                     | —                     | 49,95                 | 2 Q                   | 49,28                 | 4                     |
| Шарлин Модсли                                                    | 400 м                 | 50,71     | 4 R    | 51,18                 | 3                     | завершила выступление | завершила выступление | завершила выступление | завершила выступление |
| Софи Бекер                                                       | 400 м                 | 51,84     | 6 R    | 51,28                 | 2                     | завершила выступление | завершила выступление | завершила выступление | завершила выступление |
| Кира Магиан                                                      | 1500 м                | WD        | WD     | WD                    | WD                    | WD                    | WD                    | WD                    | WD                    |
| Софи О’Салливан                                                  | 1500 м                | 4.00,23   | 7 R    | 4.03,73               | 4                     | завершила выступление | завершила выступление | завершила выступление | завершила выступление |
| Сара Хили                                                        | 1500 м                | 4.02,91   | 7 R    | 4.07,60               | 4                     | завершила выступление | завершила выступление | завершила выступление | завершила выступление |
| Джоди Макканн                                                    | 5000 м                | 15.55,08  | 20     | завершила выступление | завершила выступление | завершила выступление | завершила выступление | завершила выступление | завершила выступление |
| Сара Лавин                                                       | 100 м с/б             | 12,73     | 2 Q    | —                     | —                     | 12,69                 | 6                     | завершила выступление | завершила выступление |
| Фионнуала Маккормак                                              | Марафон               | —         | —      | —                     | —                     | —                     | —                     | 2.30,12               | 28                    |
| Расидат Аделеке Шарлин Модсли Софи Бекер Фил Хили Келли Макгрори | Эстафета 4×400 метров | 3.25,05   | 3 Q    | —                     | —                     | —                     | —                     | 3.19,90 NR            | 4                     |

Микст
| Томас Барр Кристофер О’Доннелл Шарлин Модсли Софи Бекер | Эстафета 4×400 метров | 3.12,67 | 5 | — | — | — | — | завершили выступление | завершили выступление |

Технические дисциплины
| Спортсмен      | Дисциплина             | Полуфиналы | Полуфиналы | Финал                 | Финал                 |
| Спортсмен      | Дисциплина             | Результат  | Место      | Результат             | Место                 |
| -------------- | ---------------------- | ---------- | ---------- | --------------------- | --------------------- |
| Эрик Фейворс   | Мужчины толкание ядра  | 19,02      | 18         | завершил выступление  | завершил выступление  |
| Никола Татхилл | Женщины метание молота | 69,90      | 16         | завершила выступление | завершила выступление |

Комбинированные дисциплины – Семиборье
| Спортсмен     | Вид       | 100 м | ВЫ   | ЯД    | 200 м | ДЛ   | КО    | 800 м   | Сумма | Место |
| ------------- | --------- | ----- | ---- | ----- | ----- | ---- | ----- | ------- | ----- | ----- |
| Кейт О’Коннор | Результат | 14,08 | 1,77 | 13,79 | 24,77 | 5,79 | 50,36 | 2.13,25 | 6167  | 14    |
| Кейт О’Коннор | Баллы     | 967   | 941  | 780   | 908   | 786  | 867   | 918     | 6167  | 14    |

## Парусный спорт
Ирландия завоевала право выставить по одной лодке (яхте) в нижеследующих классах судов по результатам Чемпионата мира по парусному спорту 2023 года в Гааге, Нидерланды, Чемпионата мира 2024 в классе ILCA 6 в Мар-дель-Плата, Уругвай и Чемпионата Европы 2023 года в классе 49-й в Виламуре, Португалия.
Медальные гонки
| Спортсмен                  | Дисциплина     | Гонка | Гонка | Гонка | Гонка | Гонка | Гонка  | Гонка | Гонка | Гонка    | Гонка    | Гонка | Гонка | Гонка | Баллы | Место |
| Спортсмен                  | Дисциплина     | 1     | 2     | 3     | 4     | 5     | 6      | 7     | 8     | 9        | 10       | 11    | 12    | M*    | Баллы | Место |
| -------------------------- | -------------- | ----- | ----- | ----- | ----- | ----- | ------ | ----- | ----- | -------- | -------- | ----- | ----- | ----- | ----- | ----- |
| Финн Линч                  | Мужчины ILCA 7 | 9     | 25    | 26    | 22    | 12    | 7      | 13    | 11    | отменены | отменены | —     | —     | 16    | 115   | 10    |
| Ева Макмахон               | Женщины ILCA 6 | 8     | 21    | 16    | 22    | 34    | 13     | 6     | 15    | 7        | отменена | —     | —     | EL    | 108   | 13    |
| Роберт Диксон Шон Уоддилов | Мужчины 49-й   | 9     | 4     | 1     | 4     | 2     | 21 DSQ | 4     | 9     | 13       | 11       | 14    | 2     | 18    | 91    | 4     |

M = Медальная гонка; EL = Выбыл – не участвовал в медальной гонке

## Плавание
Ирландские пловцы выполнили требования для участия в нижеследующих дисциплинах плавательного турнира Олимпиады (максимум два пловца, выполнивших Олимпийский квалификационный норматив (OST) или, возможно, Олимпийский рассматриваемый норматив (OCT)). Чтобы отбор в олимпийскую команду, пловцы должны выполнить олимпийский квалификационный норматив в финале (или в заплыве на длинные дистанции вольным стилем) Чемпионата мира по водным видам спорта 2023 года, Чемпионата мира по водным видам спорта 2024 года или Открытого чемпионата Ирландии 2024 года.
Мужчины
| Спортсмен                                           | Дисциплина                | Заплывы  | Заплывы | Полуфиналы           | Полуфиналы           | Финал                | Финал                |
| Спортсмен                                           | Дисциплина                | Время    | Место   | Время                | Место                | Время                | Место                |
| --------------------------------------------------- | ------------------------- | -------- | ------- | -------------------- | -------------------- | -------------------- | -------------------- |
| Томас Фэннон                                        | 50 м вольный стиль        | 21,79 NR | 6 Q     | 21,74 NR             | 10                   | завершил выступление | завершил выступление |
| Шейн Райан                                          | 50 м вольный стиль        | DNS      | DNS     | завершил выступление | завершил выступление | завершил выступление | завершил выступление |
| Дэниел Уиффен                                       | 800 м вольный стиль       | 7.41,53  | 1 Q     | —                    | —                    | 7.38,19 OR           | 1                    |
| Дэниел Уиффен                                       | 1500 м вольный стиль      | 14.40,34 | 1 Q     | —                    | —                    | 14.39,63             | 3                    |
| Дэниел Уиффен                                       | 10 км открытая вода       | —        | —       | —                    | —                    | 1:57.20,1            | 18                   |
| Шейн Райан Конор Фергюсон Дарра Грин Макс Маккаскер | 4 × 100 м комбинированная | 3.33,81  | 11      | —                    | —                    | завершил выступление | завершил выступление |

Женщины
| Спортсмен                                                   | Дисциплина                | Заплывы | Заплывы | Полуфиналы            | Полуфиналы            | Финал                 | Финал                 |
| Спортсмен                                                   | Дисциплина                | Время   | Место   | Время                 | Место                 | Время                 | Место                 |
| ----------------------------------------------------------- | ------------------------- | ------- | ------- | --------------------- | --------------------- | --------------------- | --------------------- |
| Даниелла Хилл                                               | 50 м вольный стиль        | 25,02   | 21      | завершила выступление | завершила выступление | завершила выступление | завершила выступление |
| Даниелла Хилл                                               | 100 м на спине            | 1.00,04 | 16 Q    | 1.00,80               | 16                    | завершила выступление | завершила выступление |
| Мона Макшерри                                               | 100 м брасс               | 1.05,74 | 3 Q     | 1.05,51 NR            | 2 Q                   | 1.05,59               | 3                     |
| Мона Макшерри                                               | 200 м брасс               | 2.23,98 | 7 Q     | 2.24,48               | 11                    | завершила выступление | завершила выступление |
| Эллен Уолш                                                  | 100 м баттерфляй          | 58,70   | 22      | завершила выступление | завершила выступление | завершила выступление | завершила выступление |
| Эллен Уолш                                                  | 200 м комплекс            | 2.11,81 | 15 Q    | 2.11,35               | 13                    | завершила выступление | завершила выступление |
| Эллен Уолш                                                  | 400 м комплекс            | 4.39,97 | 7 Q     | —                     | —                     | 4.40,70               | 8                     |
| Даниелла Хилл Грейс Дэвисон Эрин Риордан Виктория Каттерсон | 4 × 100 м вольный стиль   | 4.00,12 | 11      | —                     | —                     | завершили выступление | завершили выступление |
| Мона Макшерри Эллен Уолш Даниелла Хилл Грейс Дэвисон        | 4 × 100 м комбинированная | 3.42,67 | 16      | —                     | —                     | завершили выступление | завершили выступление |

## Прыжки в воду
Ирландия получила два места в олимпийские соревнования прыгунов в воду в результате перераспределения квот.
| Спортсмен     | Дисциплина                  | Квалификация | Квалификация | Полуфинал             | Полуфинал             | Финал                 | Финал                 |
| Спортсмен     | Дисциплина                  | Баллы        | Место        | Баллы                 | Место                 | Баллы                 | Место                 |
| ------------- | --------------------------- | ------------ | ------------ | --------------------- | --------------------- | --------------------- | --------------------- |
| Джейк Пассмор | Мужчины 3-метровый трамплин | 360,90       | 21           | завершил выступление  | завершил выступление  | завершил выступление  | завершил выступление  |
| Сиара Макгинг | Женщины 10-метровая вышка   | 188,50       | 29           | завершила выступление | завершила выступление | завершила выступление | завершила выступление |

## Регби-7
Женская сборная Ирландии по регби-7 квалифицировалась в олимпийский турнир, заняв пятое место в Мировой серии регби-7 среди женщин 2022-2023 годов. Мужская сборная Ирландии завоевала право выступить в олимпийском турнире, выиграв Европейские игры 2023 года в Кракове, Польша.
| Команда  | Соревнование   | Групповая стадия       | Групповая стадия | Групповая стадия       | Групповая стадия | Четвертьфиналы   | Полуфиналы                  | Финал / Матч за 3 место           | Финал / Матч за 3 место |
| Команда  | Соревнование   | Соперник Счёт          | Соперник Счёт    | Соперник Счёт          | Место            | Соперник Счёт    | Соперник Счёт               | Соперник Счёт                     | Место                   |
| -------- | -------------- | ---------------------- | ---------------- | ---------------------- | ---------------- | ---------------- | --------------------------- | --------------------------------- | ----------------------- |
| Ирландия | Мужской турнир | ЮАР В 10–5             | Япония В 40–5    | Новая Зеландия П 12–14 | 2 Q              | Фиджи П 15–19    | За 5-8 места США В 17–14    | За 5 место Новая Зеландия П 7–17  | 6                       |
| Ирландия | Женский турнир | Великобритания П 12–21 | ЮАР В 38–0       | Австралия П 14–19      | 3 q              | Австралия П 7–40 | За 5-8 места Франция П 7–19 | За 7 место Великобритания П 12–28 | 8                       |

### Мужской турнир
Состав команды
Состав команды был объявлен 17 июня 2024 года.
Тренер:  Джеймс Топпинг
- Джек Келли[англ.]
- Эндрю Смит[англ.] Л
- Гарри Макналти
- Марк Роше
- Зак Уорд[англ.]
- Чей Маллин[англ.]
- Джордан Конрой
- Хьюго Кинэн[англ.]
- Хьюго Леннокс
- Терри Кеннеди
- Гэвин Маллин
- Ниалл Комерфорд[англ.]
- Шон Криббин[англ.]
- Брайан Моллен

Групповой этап
| Место | Сборная        | И | В | Н | П | ОЗ | ОП  | +/-  | Очки |
| ----- | -------------- | - | - | - | - | -- | --- | ---- | ---- |
| 1     | Новая Зеландия | 3 | 3 | 0 | 0 | 71 | 29  | +42  | 9    |
| 2     | Ирландия       | 3 | 2 | 0 | 1 | 62 | 24  | +38  | 7    |
| 3     | ЮАР            | 3 | 1 | 0 | 2 | 59 | 32  | +27  | 5    |
| 4     | Япония         | 3 | 0 | 0 | 3 | 22 | 129 | -107 | 3    |

| 24 июля 2024 17:30 | \| Ирландия \| 10:5 Протокол \| ЮАР \| | Стад-де-Френс, Париж Судьи: Джанлука Гнеччи (Италия) |
| Ирландия           | 10:5 Протокол                          | ЮАР                                                  |

| 24 июля 2024 21:00 | \| Ирландия \| 40:5 Протокол \| Япония \| | Стад-де-Френс, Париж Судьи: Морне Феррейра (ЮАР) |
| Ирландия           | 40:5 Протокол                             | Япония                                           |

| 25 июля 2024 16:30 | \| Новая Зеландия \| 14:12 Протокол \| Ирландия \| | Стад-де-Френс, Париж Судьи: Джордан Уэй (Австралия) |
| Новая Зеландия     | 14:12 Протокол                                     | Ирландия                                            |

Четвертьфинал
| 25 июля 2024 22:00 | \| Фиджи \| 19:15 Протокол \| Ирландия \| | Стад-де-Френс, Париж Судьи: Ник Хоган (Новая Зеландия) |
| Фиджи              | 19:15 Протокол                            | Ирландия                                               |

Полуфинал за 5-8 места
| 27 июля 2024 15:00 | \| Ирландия \| 17:14 Протокол \| США \| | Стад-де-Френс, Париж Судьи: Франсиско Гонсалес (Уругвай) |
| Ирландия           | 17:14 Протокол                          | США                                                      |

Матч за 5 место
| 27 июля 2024 18:30 | \| Новая Зеландия \| 17:7 Протокол \| Ирландия \| | Стад-де-Френс, Париж Судьи: Джанлука Гнеччи (Италия) |
| Новая Зеландия     | 17:7 Протокол                                     | Ирландия                                             |

### Женский турнир
Состав команды
Состав команды был объявлен 17 июня 2024 года.
Тренер:  Аллан Темпл-Джонс
- Кэти Бейкер[англ.]
- Меган Бёрнс[англ.]
- Эми-Ли Мёрфи Кроу[англ.]
- Аланна Фитцпатрик[англ.]
- Стейси Флуд[англ.]
- Ева Хиггинс[англ.]
- Эрин Кинг[англ.]
- Вики Элмс Кинлан[англ.]
- Эмили Лэйн[англ.]
- Эшли Орчард[англ.]
- Бейбхинн Парсонс[англ.]
- Люси Рок[англ.] (К)

Групповой этап
| Место | Сборная        | И | В | Н | П | ОЗ | ОП | +/- | Очки |
| ----- | -------------- | - | - | - | - | -- | -- | --- | ---- |
| 1     | Австралия      | 3 | 3 | 0 | 0 | 89 | 24 | +65 | 9    |
| 2     | Великобритания | 3 | 2 | 0 | 1 | 52 | 65 | -13 | 7    |
| 3     | Ирландия       | 3 | 1 | 0 | 2 | 64 | 40 | +24 | 5    |
| 4     | ЮАР            | 3 | 0 | 0 | 3 | 22 | 98 | -76 | 3    |

| 28 июля 2024 15:30 | \| Ирландия \| 12:21 Протокол \| Великобритания \| | Стад-де-Френс, Париж Судьи: Кэт Руш (США) |
| Ирландия           | 12:21 Протокол                                     | Великобритания                            |

| 28 июля 2024 19:00 | \| Ирландия \| 38:0 Протокол \| ЮАР \| | Стад-де-Френс, Париж Судьи: Талал Чудри (Канада) |
| Ирландия           | 38:0 Протокол                          | ЮАР                                              |

| 29 июля 2024 14:30 | \| Австралия \| 19:14 Протокол \| Ирландия \| | Стад-де-Френс, Париж Судьи: Джордже Шелвуд (Великобритания) |
| Австралия          | 19:14 Протокол                                | Ирландия                                                    |

Четвертьфинал
| 29 июля 2024 22:30 | \| Австралия \| 40:7 Протокол \| Ирландия \| | Стад-де-Френс, Париж Судьи: Финлей Браун (Великобритания) |
| Австралия          | 40:7 Протокол                                | Ирландия                                                  |

Полуфинал за 5-8 места
| 30 июля 2024 15:00 | \| Франция \| 19:7 Протокол \| Ирландия \| | Стад-де-Френс, Париж Судьи: Мэгги Куггер-Ор (Новая Зеландия) |
| Франция            | 19:7 Протокол                              | Ирландия                                                     |

Матч за 7 место
| 30 июля 2024 18:00 | \| Великобритания \| 28:12 Протокол \| Ирландия \| | Стад-де-Френс, Париж Судьи: Тайлер Миллер (Австралия) |
| Великобритания     | 28:12 Протокол                                     | Ирландия                                              |

## Тхэквондо
Ирландия завоевала одно место в мужском турнире на Европейском квалификационном турнире 2024 года в Софии, Болгария.
| Спортсмен  | Дисциплина       | 1/8 финала               | Четвертьфиналы     | Полуфиналы         | Утеш. поединки          | Финал/За 3 место     | Финал/За 3 место     |
| Спортсмен  | Дисциплина       | Соперник Результат       | Соперник Результат | Соперник Результат | Соперник Результат      | Соперник Результат   | Место                |
| ---------- | ---------------- | ------------------------ | ------------------ | ------------------ | ----------------------- | -------------------- | -------------------- |
| Джек Вулли | Мужчины до 58 кг | AZEГашим Магомедов П 0–2 | —                  | —                  | ESPАдриан Висенте П 0–2 | завершил выступление | завершил выступление |

## Хоккей на траве
Мужская сборная Ирландии по хоккею на траве завоевала право участвовать в олимпийском турнире, войдя в число трех лучших команд на Олимпийском квалификационном турнире в Маскате, Оман.
| Команда  | Соревнование   | Групповая стадия | Групповая стадия | Групповая стадия | Групповая стадия | Групповая стадия     | Групповая стадия | Четвертьфиналы        | Полуфиналы            | Финал / За 3 место    | Финал / За 3 место |
| Команда  | Соревнование   | Соперник Счёт    | Соперник Счёт    | Соперник Счёт    | Соперник Счёт    | Соперник Счёт        | Место            | Соперник Счёт         | Соперник Счёт         | Соперник Счёт         | Место              |
| -------- | -------------- | ---------------- | ---------------- | ---------------- | ---------------- | -------------------- | ---------------- | --------------------- | --------------------- | --------------------- | ------------------ |
| Ирландия | Мужской турнир | Бельгия П 0–2    | Австралия П 1–2  | Индия П 0–2      | Аргентина П 1–2  | Новая Зеландия В 2–1 | 5                | завершили выступление | завершили выступление | завершили выступление | 10                 |

### Мужской турнир
Состав команды
Состав команды был объявлен 24 июня 2024 года.
Тренер:  Марк Тумилти
- Дэвид Харти ГК
- Тим Кросс[англ.] ЗЩ
- Джон Макки[англ.] НП
- Мэттью Нельсон[англ.] НП
- Дараг Уолш[англ.] ПЗ
- Кайл Маршалл[англ.]
- Шейн О’Донохью[англ.] ПЗ
- Шон Маррей[англ.] (К) ПЗ
- Питер Маккиббин[англ.]
- Джереми Дункан[англ.] ПЗ
- Майкл Робсон[англ.] ПЗ
- Бенджамин Уолкер[англ.] НП
- Питер Браун[англ.]
- Ли Коул[англ.] ЗЩ ЗЩ
- Бен Джонсон[англ.] НП
- Ник Пейдж[англ.]

Групповой этап
| Поз | Команда        | И | В | Н | П | МЗ | МП | РМ  | О  | Квалификация   |
| --- | -------------- | - | - | - | - | -- | -- | --- | -- | -------------- |
| 1   | Бельгия        | 5 | 4 | 1 | 0 | 15 | 7  | +8  | 13 | Четвертьфиналы |
| 2   | Индия          | 5 | 3 | 1 | 1 | 10 | 7  | +3  | 10 | Четвертьфиналы |
| 3   | Австралия      | 5 | 3 | 0 | 2 | 12 | 10 | +2  | 9  | Четвертьфиналы |
| 4   | Аргентина      | 5 | 2 | 2 | 1 | 8  | 6  | +2  | 8  | Четвертьфиналы |
| 5   | Ирландия       | 5 | 1 | 0 | 4 | 4  | 9  | −5  | 3  |                |
| 6   | Новая Зеландия | 5 | 0 | 0 | 5 | 4  | 14 | −10 | 0  |                |

| 27 июля 2024 10:30     | \| Бельгия \| 2:0 Отчет \| Ирландия \| \| Бун 25' · Хендрикс 49' \| Голы \| \| | Ив дю Мануар (Коломб, Париж), поле 2 Судьи: Шон Рапапорт (ЮАР), Габриэль Лабате (Аргентина) |
| Бельгия                | 2:0 Отчет                                                                      | Ирландия                                                                                    |
| Бун 25' · Хендрикс 49' | Голы                                                                           |                                                                                             |

| 29 июля 2024 10:00 | \| Ирландия \| 1:2 Отчет \| Австралия \| \| Кул 25' \| Голы \| Вейер 9' · Говерс 30' \| | Ив дю Мануар (Коломб, Париж), поле 1 Судьи: Сара Уилсон (Великобритания), Йонас Ван'Т Хек (Нидерланды) |
| Ирландия           | 1:2 Отчет                                                                               | Австралия                                                                                              |
| Кул 25'            | Голы                                                                                    | Вейер 9' · Говерс 30'                                                                                  |

| 30 июля 2024 13:15 | \| Ирландия \| 0:2 Отчет \| Индия \| | Ив дю Мануар (Коломб, Париж), поле 2 Судьи: Стив Роджерс (Австралия), Дэвид Томлинсон (Новая Зеландия) |
| Ирландия           | 0:2 Отчет                            | Индия                                                                                                  |

| 1 августа 2024 13:15 | \| Аргентина \| 2:1 Отчет \| Ирландия \| | Ив дю Мануар (Коломб, Париж), поле 2 Судьи: Рагу Прасад (Индия), Марцин Грохал (Польша) |
| Аргентина            | 2:1 Отчет                                | Ирландия                                                                                |

| 2 августа 2024 17:00 | \| Новая Зеландия \| 1:2 Отчет \| Ирландия \| | Ив дю Мануар (Коломб, Париж), поле 1 Судьи: Бен Гёнтген (Германия), Зик Нюманн (Австралия) |
| Новая Зеландия       | 1:2 Отчет                                     | Ирландия                                                                                   |